# Granuliterebra persica
Granuliterebra persica é uma espécie de gastrópode do gênero Granuliterebra, pertencente a família Terebridae.